# Parasulcobruchus semicalvus
Parasulcobruchus semicalvus is een keversoort uit de familie bladkevers (Chrysomelidae). De wetenschappelijke naam van de soort werd in 1899 gepubliceerd door Arthur Mills Lea.